# نيكولا بوولنجر
نيكولا بوولنجر (بالفرنسية: Nicolas Antoine Boulanger )‏ (و. 1722 – 1759 م) هو مهندس، وفيلسوف، ومؤرخ، وموسوعيون (موسوعة ديدرو) فرنسي، ولد في باريس، توفي في باريس، عن عمر يناهز 37 عاماً.

## التعليم
تعلم في المدرسة الوطنية للجسور والطرق.